# Col du Palet
Le col du Palet est un col de France situé en Savoie, dans le massif de la Vanoise.

## Géographie
S'élevant à 2 652 mètres d'altitude, il est dominé par la pointe du Chardonnet (2 870 m) au nord et l'aiguille Noire de Pramecou (2 977 m) au sud. Il est franchi par un sentier de randonnée — intégré au sentier de grande randonnée 5 dans sa partie de la Grande traversée des Alpes — reliant d'une part Val Claret à l'est à d'autre part le secteur du lac de la Plagne via le lac du Grattaleu dans le haut de la vallée du Ponturin au nord-ouest ou la vallée du Doron de Champagny via les cols de la Croix des Frêtes ou de la Grassaz au sud-ouest. En période hivernale, il est traversé par plusieurs itinéraires de ski de randonnée reliant les secteurs de la Grande Motte au sud-est, Tignes au nord-est, Peisey-Nancroix au nord-ouest et Champagny-en-Vanoise à l'ouest. Il est le principal col franchi par un sentier de randonnée entre le dôme de la Sache au nord et la Grande Motte au sud, permettant de relier la Haute-Tarentaise à l'est et les vallées du Doron de Champagny et du Ponturin à l'ouest. Juste sous le col au nord-ouest se trouve le refuge du Col du Palet tandis qu'à l'est s'étendent les remontées mécaniques et les pistes de ski de Tignes, notamment le « téléski du Col du Palet ».
Les terrains au col sont constitués de gypse et de cargneule découpés par deux failles.

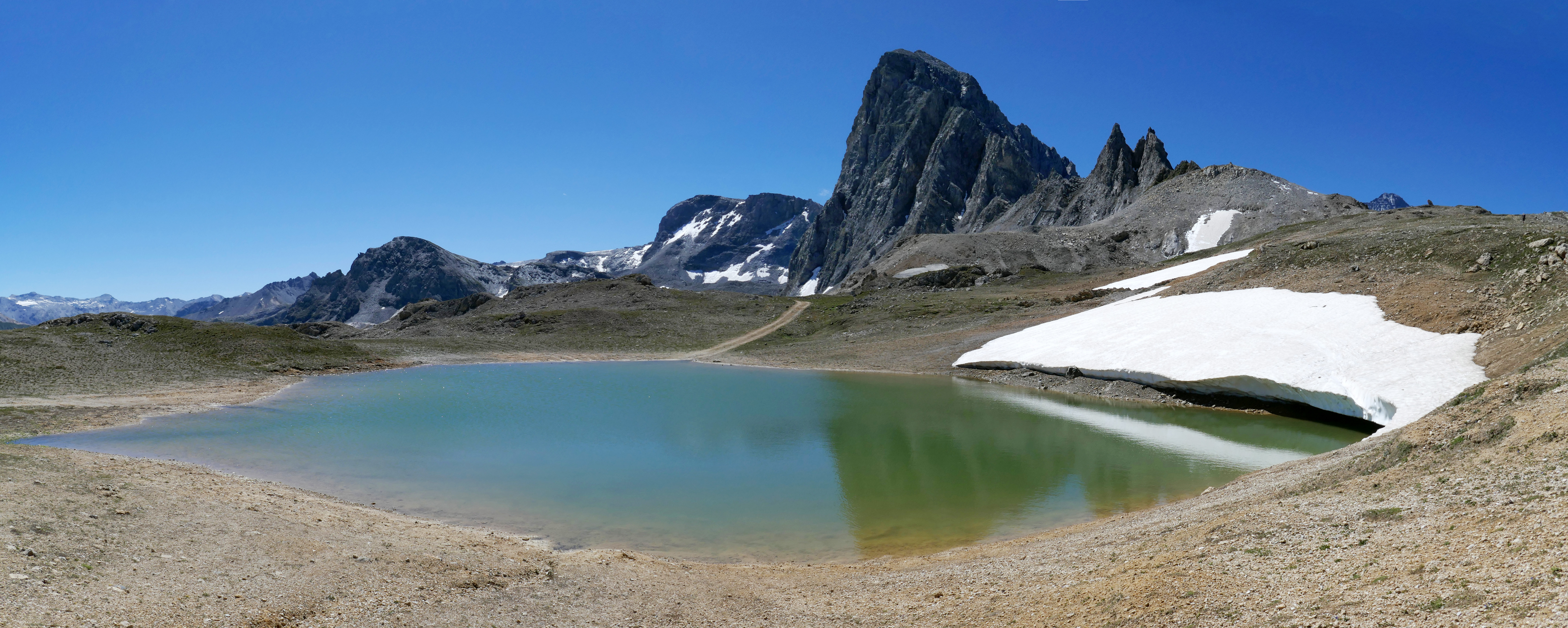
Petit lac au col du Palet sous l'aiguille Noire de Pramecou au sud.

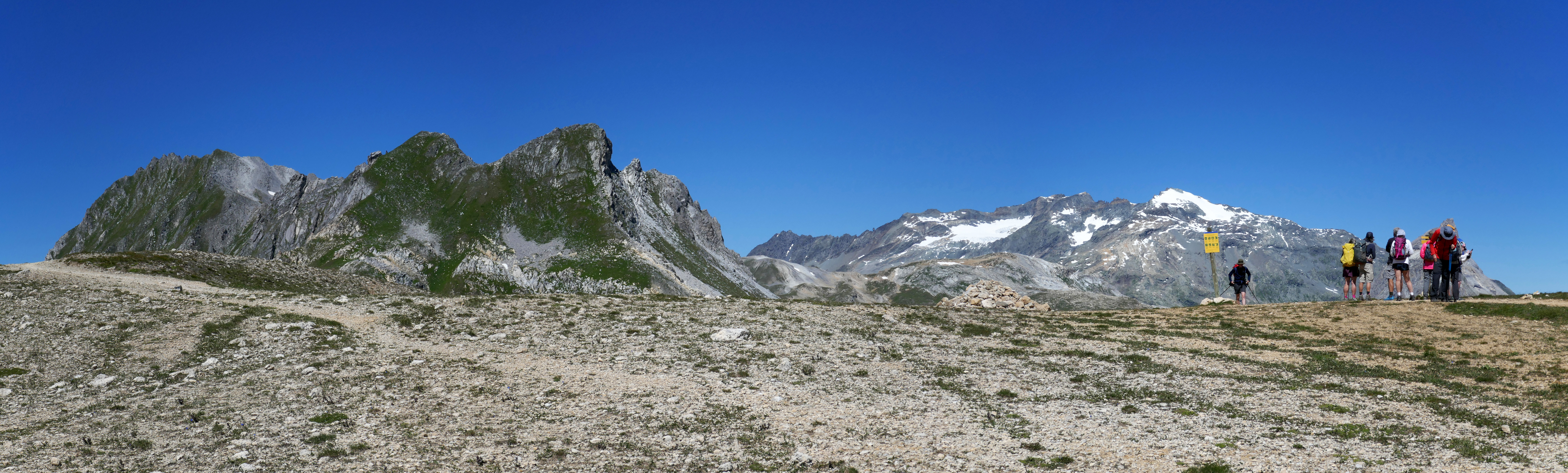
Vue panoramique en direction de l'ouest depuis le col du Palet avec l'aiguille des Aimes à gauche et le sommet de Bellecôte à droite.